# Josep Vicent
Josep Vicent Pérez Ripoll, más conocido como Josep Vicent, (Altea, 13 de diciembre de 1970) es un director de orquesta español. Es el director artístico y director principal de The World Orchestra.  Desde 2016, es el director artístico del Auditorio de la Diputación de Alicante (ADDA).
Josep Vicent nació en Altea (Alicante) y estudió en el Conservatorio Superior de Música de Alicante y el Sweelinck Conservatorium de Ámsterdam.
Dirige regularmente como director invitado con orquestas como la Filarmónica de Róterdam, Sinfónica de Londres, la Orquesta Nacional de Bélgica y muchas otras. Fue director artístico en el Xenakis Festival y de The Amsterdam Percussion Group. También ha sido director artístico y director de la Orquesta Sinfónica de Baleares. 
Actualmente es director artístico y principal director de The World Orchestra Director principal y director artístico de ADDA Simfònica (la orquesta residente en el Auditorio de la Diputación de Alicante ubicado en Alicante). 
Con ADDA Simfònica ha sido nominado para la edición de 2024 de los Premios Grammy en la categoría Best Large Jazz Ensemble Album por el album The Chick Corea Symphony Tribute - Ritmo 